# O-ring
O-ring est un modèle de développement économique mis en avant par Michael Kremer, en 1993, qui suggère que les tâches de production doivent être exécutées avec compétence, dans leur ensemble, afin d'être de haute valeur. La principale caractéristique de ce modèle est la correspondance entre pairs, en vertu de laquelle des personnes ayant les mêmes niveaux de compétences ont tendance à travailler ensemble.
Le nom vient de la catastrophe de la navette Challenger, une catastrophe causée par la défaillance d'un joint torique (O-ring).
Kremer pense que la théorie de l'O-ring du développement explique pourquoi les pays riches produisent des produits plus complexes, ont de plus grandes entreprises, et une productivité largement supérieure à celle des travailleurs de pays pauvres.